# ライブドアキャリア
株式会社ライブドアキャリア（英称:livedoor career Co.,Ltd.）は、ライブドア傘下の求職情報事業・コンサルティング業務を行う企業である。

## 概要
- 所在地：東京都新宿区西新宿7-20-1 住友不動産西新宿ビル24階
- 設立：2004年12月
- 資本金：10,000,000円
- 代表者：出澤 剛（代表取締役社長）

## 沿革
- 2004年12月 - 設立。
- 2009年11月24日 - 本社を「赤坂ツインタワー」から「住友不動産西新宿ビル」に移転。